# JK Viljandi Tulevik
A Viljandi Tulevik észt labdarúgócsapat Viljandiban, Észtországban. Jelenleg az észt másodosztályban szerepel.

## A Viljandi Tulevik szereplése

### Nemzetközi
| Évad      | Kupa           |              | Ellenfél             | Eredmények | Eredmények |
| --------- | -------------- | ------------ | -------------------- | ---------- | ---------- |
| 1998      | Intertotó-kupa | 1. forduló   | FC St. Gallen        | 1–6        | 2–3        |
| 1999–2000 | UEFA-kupa      | Selejtezőkör | Club Brugge          | 0–3        | 0–2        |
| 2000–2001 | UEFA-kupa      | Selejtezőkör | FK Napredak Kruševac | 1–1        | 1–5        |

## Korábbi játékosok
Észtország
- Teet Allas
- Andre Anis
- Aivar Anniste
- Urmas Kirs
- Dzintar Klavan
- Ragnar Klavan
- Liivo Leetma
- Alari Lell
- Marko Lelov
- Marek Lemsalu
- Pavel Londak
- Konstantin Nahk
- Raivo Nõmmik
- Jan Õun
- Taavi Rähn
- Lembit Rajala
- Meelis Rooba
- Maksim Smirnov
- Mark Švets
- Toomas Tohver
- Dmitri Ustritski
- Rain Vessenberg
- Vjatšeslav Zahovaiko

Litvánia
- Marius Dovydėnas
- Tomas Sirevičius

## Külső hivatkozások
- A JK Viljandi Tulevik hivatalos oldala (észtül)